# Miguel Trovoada

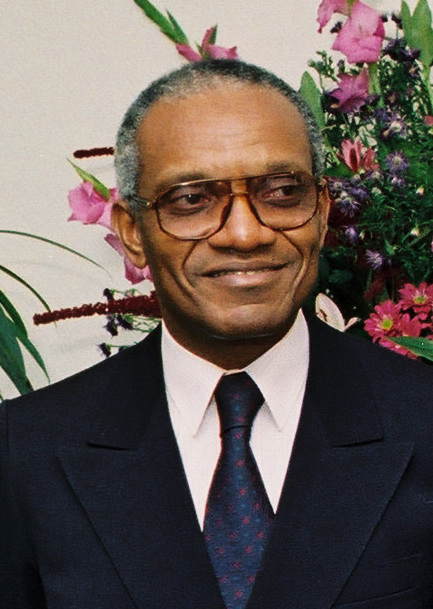
Miguel Trovoada, 1995

Miguel dos Anjos da Cunha Lisboa Trovoada (* 27. Dezember 1936 in São Tomé) war Premierminister (1975–1979) und Präsident (1991–2001) von São Tomé und Príncipe.

## Vor der Unabhängigkeit
Trovoada wurde in São Tomé geboren, der Hauptstadt der damals zu Portugal gehörenden Inselgruppe. Er ging eine Zeit lang im ebenfalls portugiesischen Angola zur Schule und studierte dann Rechtswissenschaft an der Universität Lissabon.
1960 war er neben Manuel Pinto da Costa Mitbegründer der Unabhängigkeitsbewegung CLSTP, die 1972 in Movimento de Libertação de São Tomé e Príncipe (MLSTP) umbenannt wurde. Im Hauptquartier der Organisation in Gabun war er von 1961 bis zur Unabhängigkeit des Landes 1975 für deren Außenpolitik zuständig. 1972 erreichte er die Anerkennung der Bewegung durch die Organisation für Afrikanische Einheit.

## Premierminister
Mit der Unabhängigkeit am 12. Juli 1975 wurde Manuel Pinto da Costa erster Staatspräsident und Miguel Trovoada Premierminister. Die MLSTP war die Einheitspartei des Landes. Das Verhältnis zwischen beiden kühlte rasch ab und im März 1979 wurde das Amt des Premierministers abgeschafft. Einige Monate später warf man ihm Verschwörung gegen die Regierung vor und er wurde für die folgenden 21 Monate in Untersuchungshaft ohne formulierte Anklage inhaftiert. Nach seiner Freilassung (ohne Gerichtsverfahren) ging er nach Paris ins Exil.

## Präsident
1989/1990 änderte die MLSTP ihren Kurs und führte die Demokratie ein. Nach Einführung einer neuen Verfassung kehrte Trovoada aus dem Exil zurück und bewarb sich als parteiloser Kandidat für das Amt des Präsidenten. Präsident da Costa kandidierte nicht wieder und die bisherige Einheitspartei, die in MLSTP-PSD umbenannt wurde, stellte keinen eigenen Kandidaten auf. Nach dem Verzicht zweier weiterer Kandidaten wurde er am 3. März 1991 als einziger Bewerber mit 81 % der Stimmen gewählt und trat sein Amt am 3. April 1991 an.
Die ehemalige Einheitspartei wurde bei den Parlamentswahlen im Oktober 1994 unter dem Namen MLSTP-PSD wieder stärkste Partei. Gegen Ende seiner ersten Amtszeit gründete er die Ação Democrática Independente ("Unabhängige Demokratische Aktion"). Am 15. August 1995 wurden er und die Regierung des Premierministers Carlos da Graça nach landesweiten Unruhen durch einen Putsch einer kleinen Gruppe von Soldaten gestürzt. Sechs Tage später wurde der Umsturzversuch durch Verhandlungen beendet.
Am 21. Juli 1996 wurde er mit 52,7 % der Stimmen im zweiten Wahlgang als Präsident wiedergewählt. Sein Hauptkonkurrent war sein Vorgänger, der in der ersten Runde nur knapp hinter ihm gelegen hatte.
In seiner zehnjährigen Präsidentschaft hatte er sieben Premierminister. Probleme seiner Amtszeit waren die schlechte wirtschaftliche Lage, rasch wechselnde Regierungen und häufige Konflikte mit der MLSTP-PSD, die bei den Parlamentswahlen im November 1998 die absolute Mehrheit erreicht hatte. Am 3. September 2001 endete seine zweite Amtszeit und Fradique de Menezes wurde sein Nachfolger, dem im zweiten Wahlgang wiederum Manuel Pinto da Costa gegenübergestanden hatte.